# École Kanō

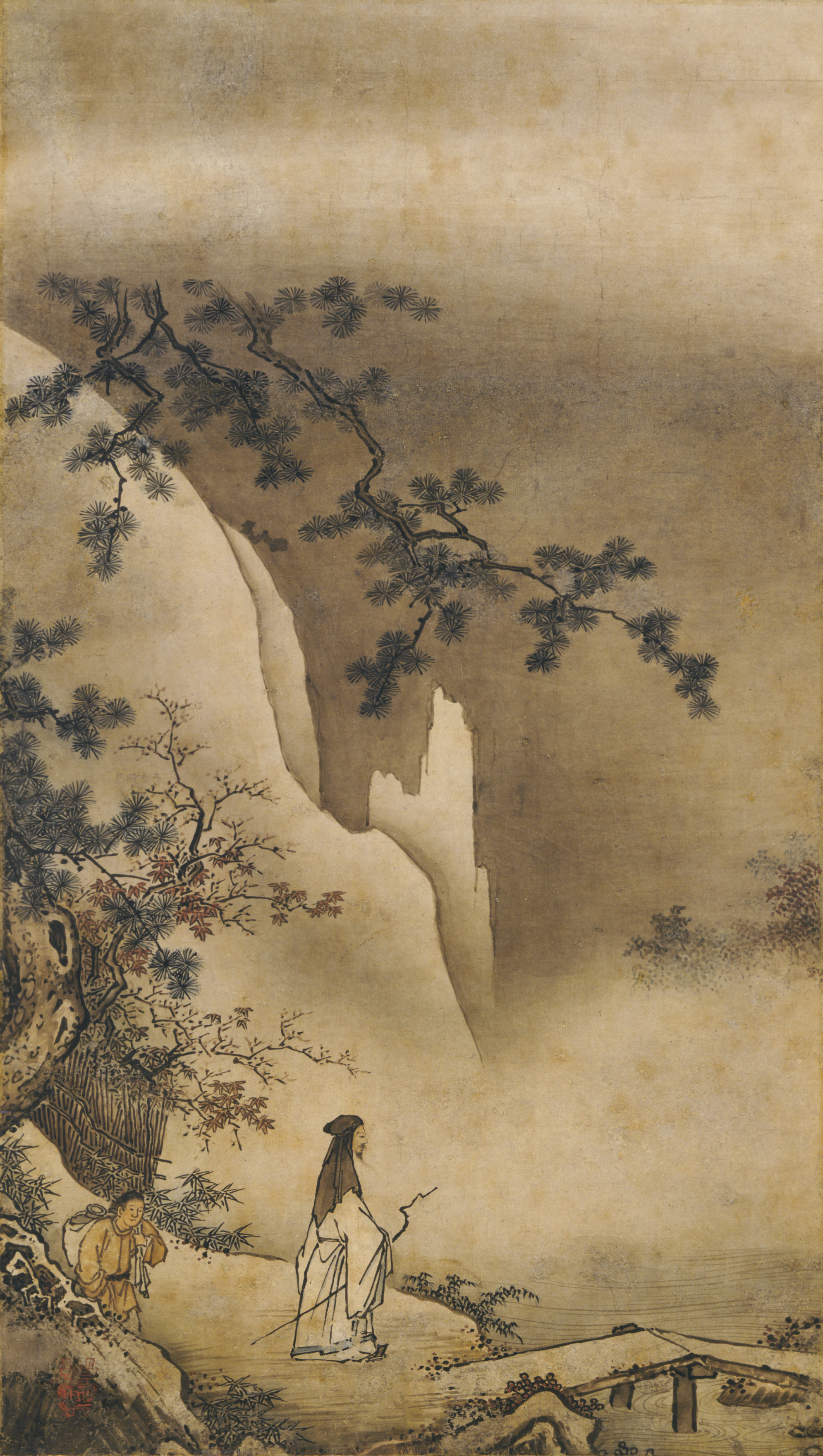
Kanō Masanobu (XVe siècle). Encre et couleurs sur papier, 69 x 38 cm. Rouleau suspendu gauche, d'une paire. Musée national de Kyūshū

L'école Kanō (狩野派, Kanō-ha) est l'une des écoles de peinture japonaise les plus célèbres. Il s'agit de peintres professionnels, laïques. Cette école fut créée par Kanō Masanobu vers le milieu du XVe siècle et se perpétua jusqu'au XXe siècle avec Yokoyama Taikan. 
Ces artistes se sont constitués en atelier familial et en intégrant dans leur famille certains de leurs élèves. Ils dirigeaient aussi des ateliers satellites, ce qui leur permettait d'intervenir sur tout le territoire. La famille Kanō elle-même a produit plusieurs artistes majeurs sur plusieurs générations, auxquels on peut ajouter un grand nombre d'artistes indépendants formés dans les ateliers de l'école. Certains artistes de l'atelier qui se sont mariés dans la famille ont changé de nom, d'autres ont été adoptés.
En s’enracinant fermement dans la structure féodale centralisée de la période, l’école Kanō a été en mesure d’établir des ateliers familiaux et des antennes satellites jusque sur les domaines des daimyo, à travers tout le pays, devenant ainsi étroitement associée à la classe militaire dirigeante.
Ils produisirent une grande variété de peintures pour fusuma (écran coulissant ), byōbu (paravents), emakimono (rouleaux narratifs peints), éventails… et cela dans des genres de peinture très variés. 
L’école a commencé par se distinguer des peintres qui tentent, au XVe siècle, d'assimiler la peinture chinoise, au lavis et au trait à l'encre monochrome, une tendance nouvelle à cette époque au Japon. Mais elle a aussi développé un style coloré et aux tracés fermes pour les grands panneaux, sur fond d'or, décorant les châteaux de la noblesse militaire. 

## Histoire

Kanō Eitoku. Paravent aux lions, fin. 2,23 x 4,50 m. Musée des collections impériales

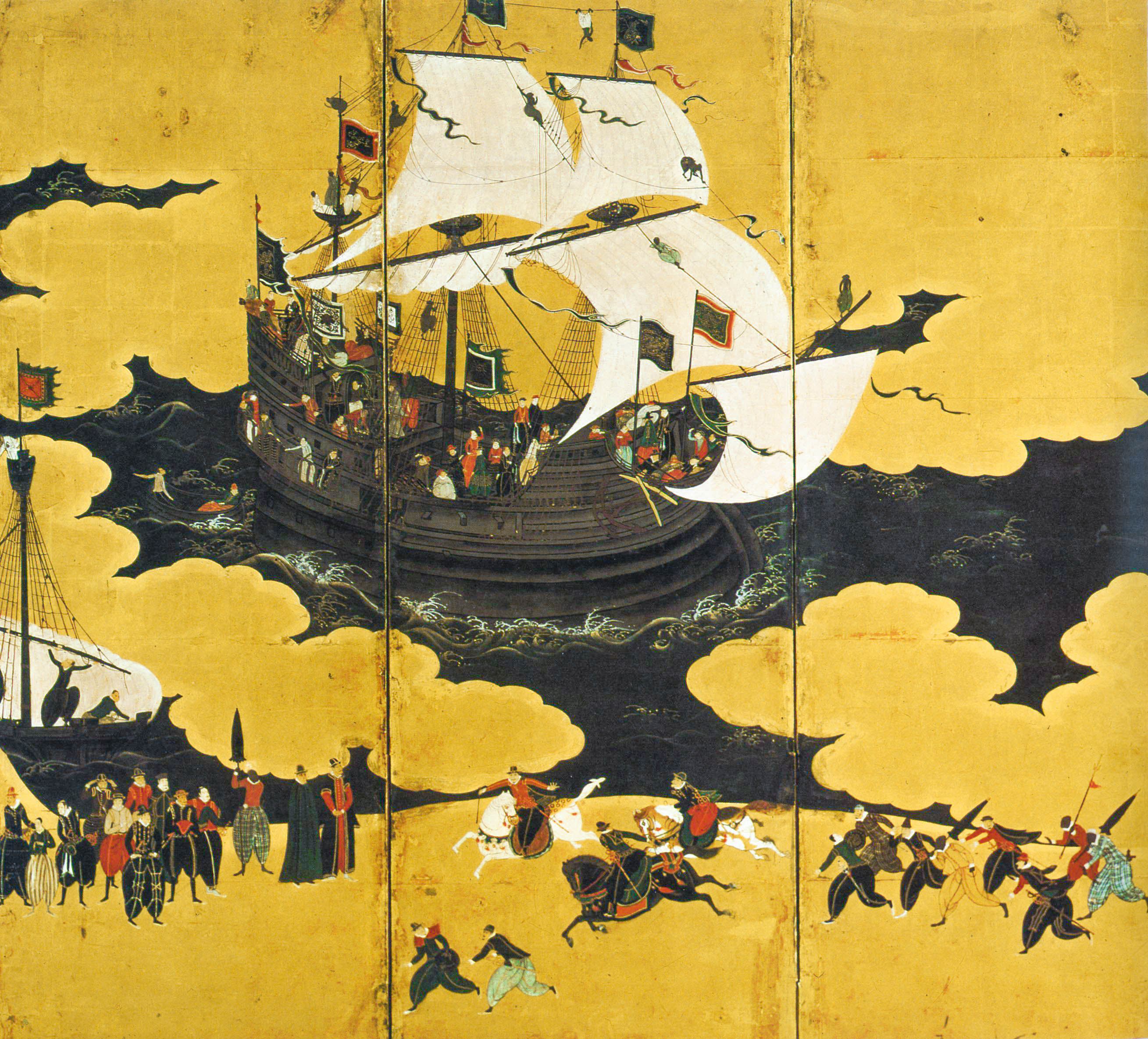
Kanō Naizen (1570-1616). Détail de lArrivée de vaisseaux étrangers venus du Sud. Paravents. Museu Nacional de Arte Antiga de Lisbonne.

Kanō Sansetsu, 1646. Le vieux prunier. 4 panneaux coulissants, fusuma. Encre, couleur, or et feuilles d'or sur papier.. Metropolitan Museum of Art

Le fondateur de l'école, Kanō Masanobu (1434–1530), est contemporain de Sesshū et élève de Shūbun. Sesshū (1420-1506) s’était rendu en Chine vers le milieu de sa carrière, vers 1467, et a été promoteur d'une renaissance de l’influence chinoise dans le domaine de la peinture. Sesshū était peut-être, d'ailleurs, un élève de Shūbun, lui aussi, et peintre dans ce style « lettré », chinois.
Masanobu devient peintre officiel à la cour du shogun (il dirige l'atelier de peinture, ou edokoro, du bakufu), et c'est cette haute position qui donne à l'école Kanō influence et prestige. Il remplace ainsi les moines peintres des milieux Zen qui vivaient de l'exclusivité de la peinture à l'encre, d'inspiration chinoise, auprès du shogun. En tant que peintre laïque il répond peut-être plus justement aux représentations de la classe des guerriers. Les artistes qui le suivent améliorent son style et ses méthodes, et, en moins d'une génération, l'école se développe.
Masanobu forme ses fils Kanō Motonobu (1476-1559) et le plus jeune, Yukinobu (ou Utanosuke). On attribue généralement à Motonobu la technique et le style distinctifs de l'école, ou plutôt des styles différents, qui apportent une ligne plus ferme et des contours plus forts aux peintures utilisant les conventions chinoises. Il s'intéresse moins aux effets subtils de la gradation atmosphérique que ses modèles chinois. Tous les éléments de la composition ont tendance à être placés au premier plan, produisant souvent des effets décoratifs dans une manière typiquement japonaise. D'autre part, Motonobu épouse la fille de Tosa Mitsunobu, le chef de l'école Tosa, qui conservait le style classique japonais yamato-e. Ce style est employé pour des sujets à la fois narratifs et religieux. En conséquence, les peintures kanō ont traité aussi, à partir de Motonobu, les sujets japonais traditionnels, typiques de cette école Tosa.
La tradition de l'école Kanō s'est perpétuée jusqu'à l'ère Meiji avec Hashimoto Gahō et Kanō Hōgai, à la fin du XIXe siècle et au tout début du XXe siècle. L'atelier, basé sur la famille pour l'enseignement de la peinture, qu'avait utilisé l'école Kanō jusqu'alors, n'était plus tenable au vingtième siècle. Les artistes devaient s'entrainer, selon la tradition occidentale, en passant par des écoles d'art, comme celles qui furent mises en place grâce au mouvement nihonga. L'impulsion en est donnée, à la fin des années 1880, par Okakura Kakuzō et Ernest Fenollosa, passionnés par les anciennes pratiques artistiques japonaises et avec l'amitié de ces deux ultimes peintres de l'école Kanô, Kanō Hōgai et Hashimoto Gahō. Ce dernier est l'un des premiers enseignants à l'École des Beaux-Arts de Tôkyô qu'ils viennent de fonder, et qui est ouverte aux étudiants en 1889.

## L'école Kanō: une école, deux styles

Kanō Tan'yū. Paysage des quatre saisons. 1630s. Double paravent à 6 feuilles. Chacun: 153,4 × 352,7 cm. Encre sur papier. Metropolitan Museum of Art

Le travail de cette école constitue le sommet de la période artistique Momoyama, et, alors que bien des écoles se spécialisent dans un seul style, un seul support ou une seule forme, l'école Kanō, elle, excelle dans deux domaines différents. 
Les peintres Kanō travaillent souvent dans leurs projets décoratifs sur de grandes surfaces, pour des scènes de nature avec oiseaux et fleurs, arbres et plantes, eaux et rochers, ou entités symboliques comme les tigres et les dragons, sur des portes coulissantes ou des paravents, couvrant l'arrière-plan de feuilles d'or. L'un des plus fameux exemples se trouve dans la Grande salle des audiences, du palais Ninomaru, au château de Nijō à Kyōto, rénovée pour le passage de l'empereur Go-Mizunoo et dont la décoration a été confiée à Kanō Tan'yū, alors responsable de l'atelier. La monumentalité du décor repose en grande partie sur de très vieux pins, noueux, dont les formes particulièrement trapues sont le signe de leur résistance continue à des vents violents, à des neiges épaisses. Des aigles vigilants sont postés dans leurs branches colossales. Ils peuvent ainsi symboliser la puissance de résistance du shogoun à tous les aléas de l'histoire. De tels travaux étaient pris en charge par tout un groupe de peintres professionnels, bien rémunérés. Dans un projet similaire, mais détruit, Kanō Eitoku a eu la responsabilité du chantier pour le château d'Osaka de Toyotomi Hideyoshi. Il a alors à coordonner le travail de toute sa famille et de nombreux élèves.

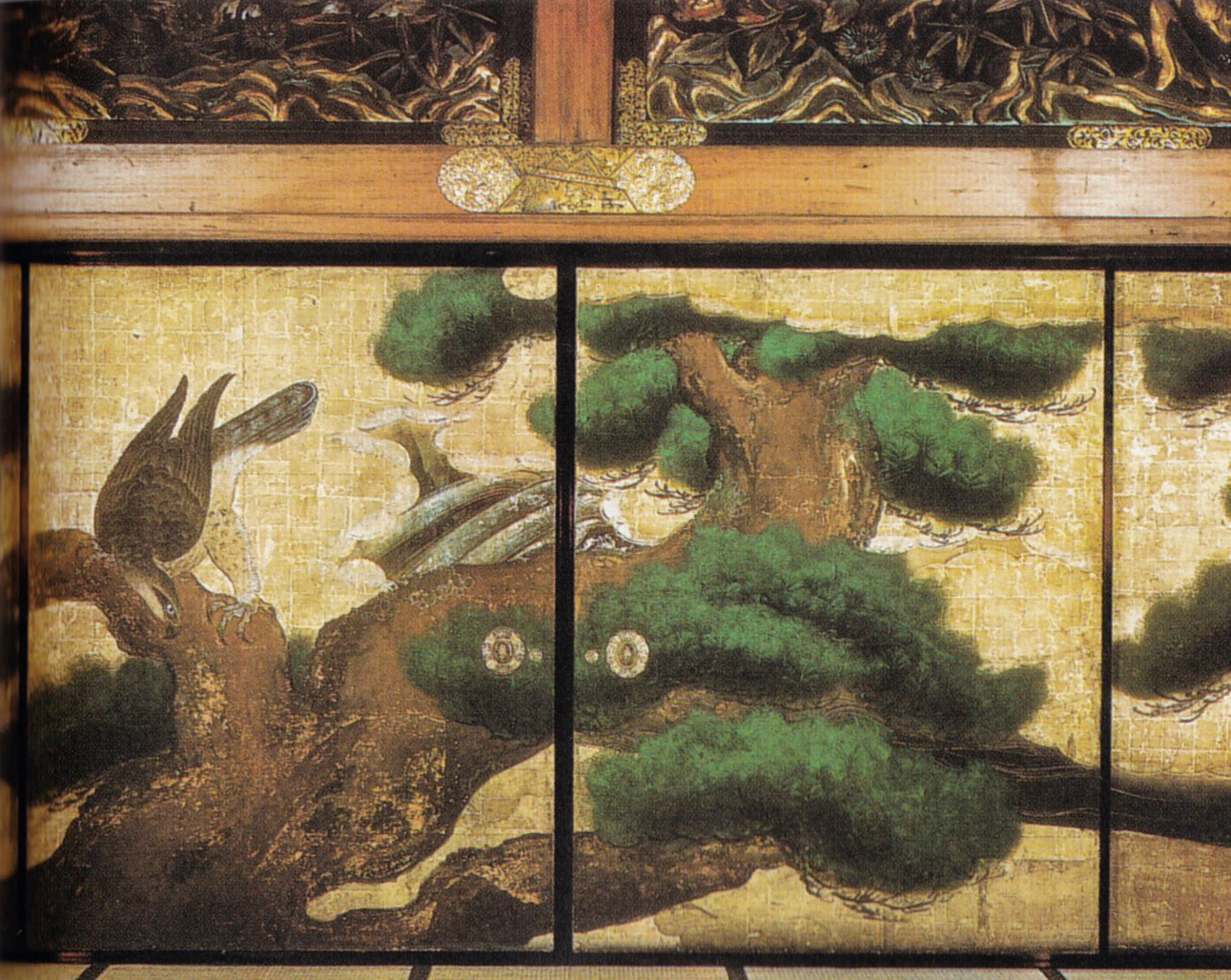
Kanō Tan'yū, Pins. 1626. Fusuma, couleurs et or sur papier. Extrémité du Yonnoma de la Grande salle des audiences, palais Ninomaru, château de Nijō. Kyōto
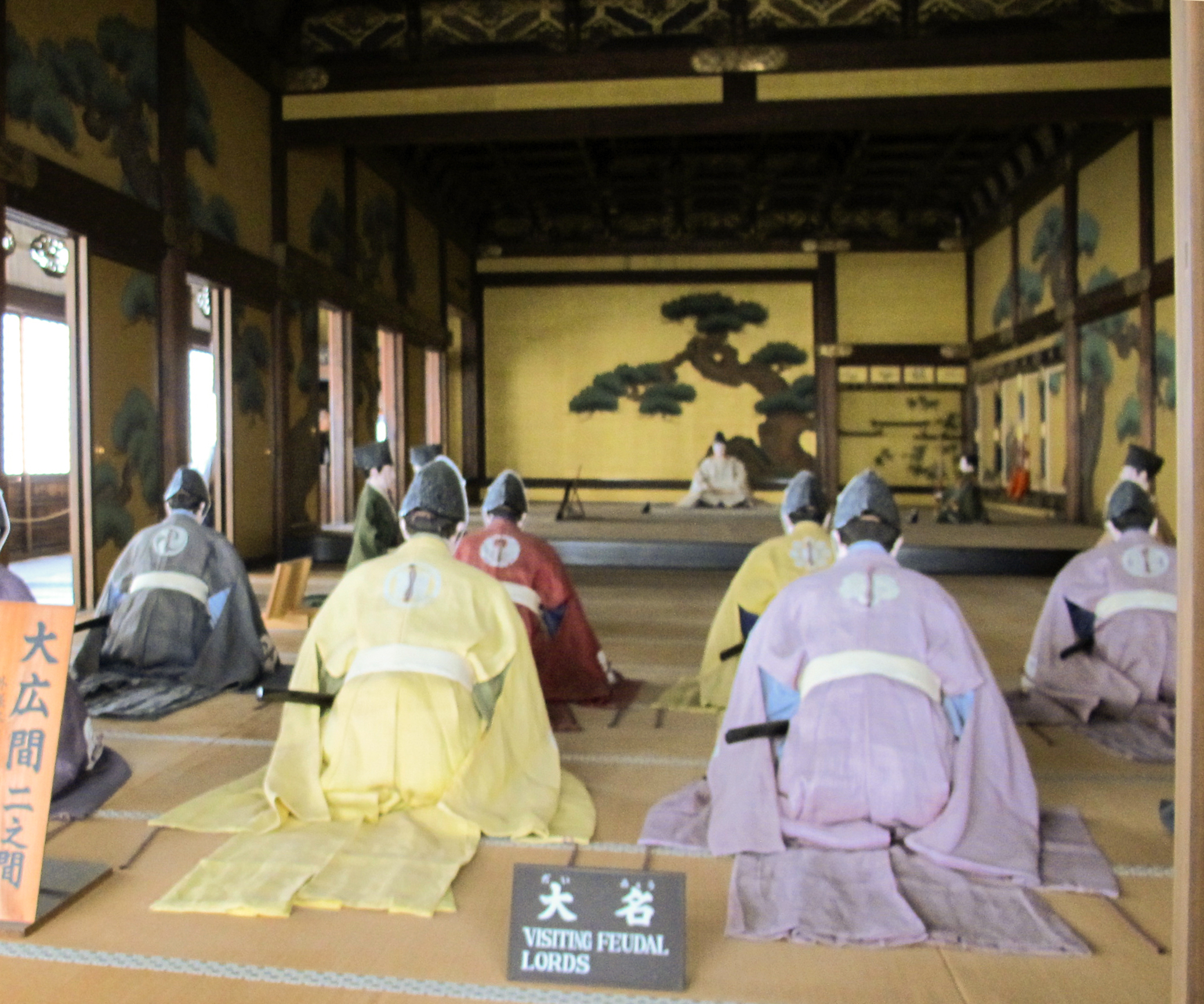
Château de Nijō, salle d'audience, vue partielle. Au fond, tokonoma L 6 m.

Cependant, l'école tient aussi sa renommée pour ses paysages monochromes à l'encre, sur soie ou sur papier. Les peintres Kanō qui utilisent l'encre seule, se réfèrent aux peintures chinoises de paysage, dans l'esprit de l'école du Sud, en Chine. Les premiers plans détaillent des espaces habités, parcourus par les hommes, ou seulement leurs demeures, des bateaux et des animaux, et l'arrière-plan est souvent formé de nuages et de monts éloignés, évoqués par des nuances de lavis se fondant avec le blanc du support. Cependant, le même peintre, Tan'yu, qui a réalisé une série de ce type dans les années 1660, sur le thème des Huit vues des rivières Xiao et Xiang, peut, tout aussi bien, traiter le même sujet mais entièrement au trait, sous forme d'esquisses ou de croquis, jouant uniquement des nuances expressives du trait de pinceau, et alternant ses paysages avec les poèmes calligraphiés qu'ils illustrent.

## Liste partielle des peintres de l'école Kanō

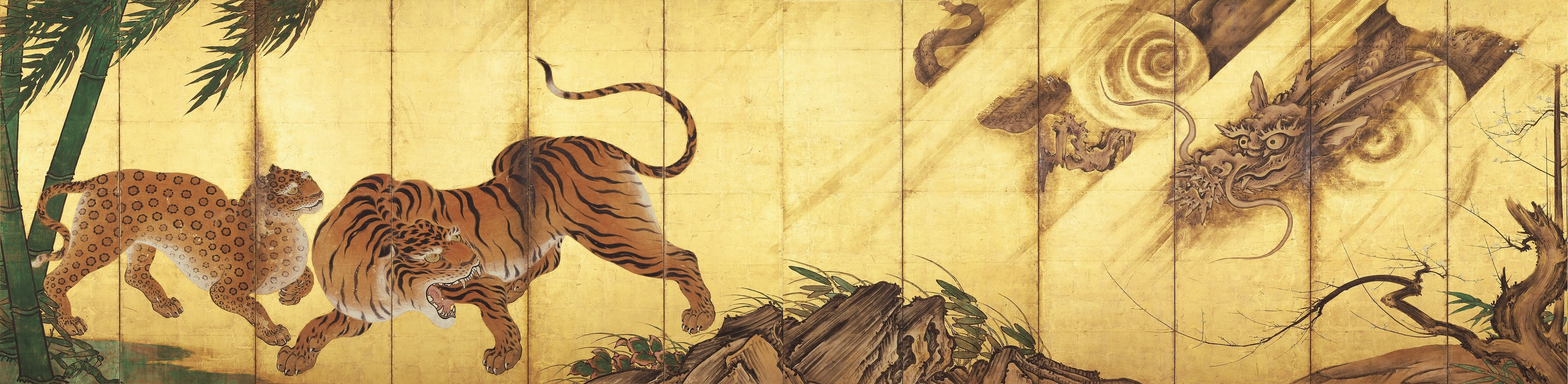
Paire de paravents aux tigres effrayés par des dragons-tempêtes. Kanō Sanraku, XVIIe siècle, ch. 1,78 × 3,57 m. Myoshin-ji (temple Zen)

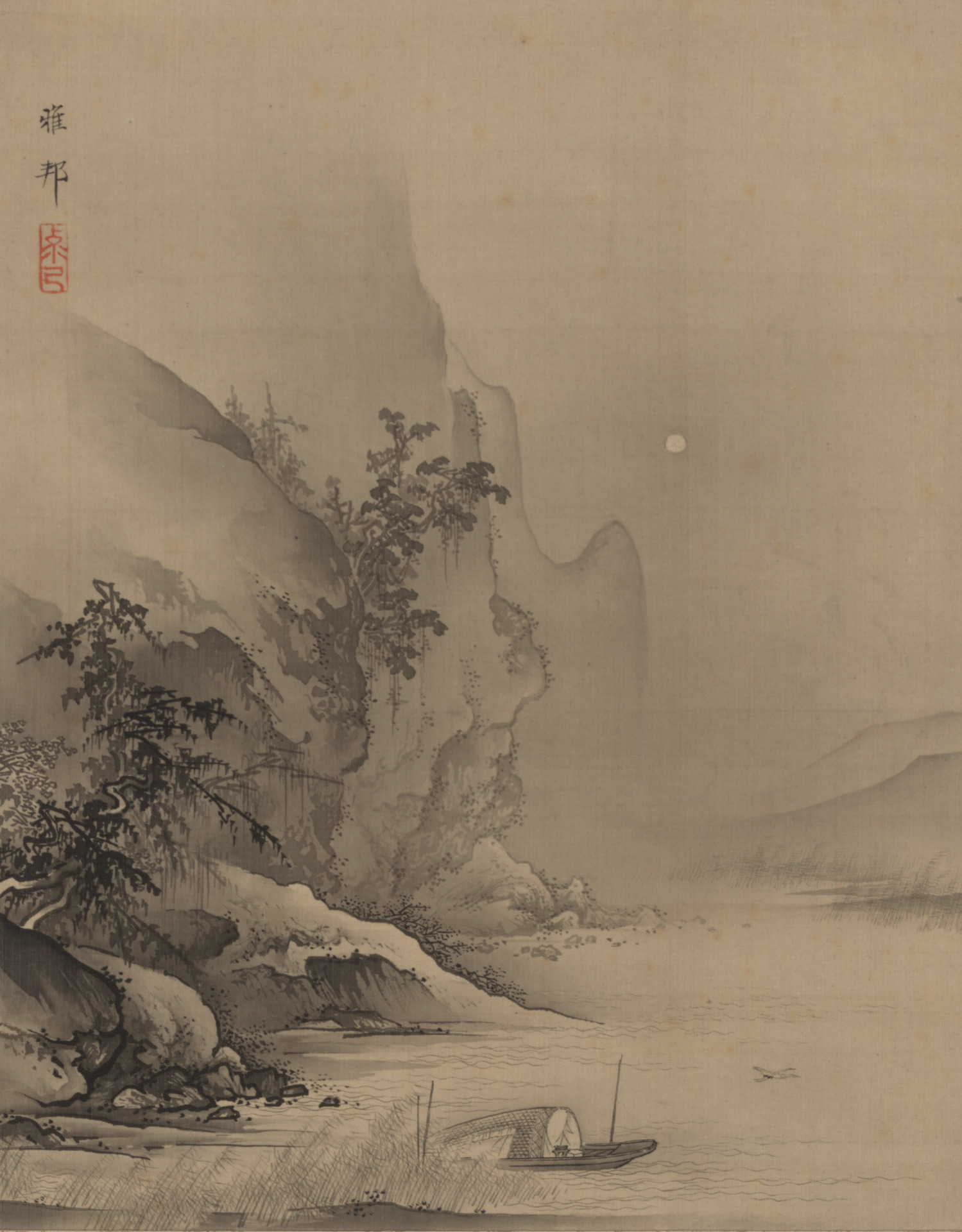
Hashimoto Gahō, fin XIXe siècle, Seconde ode à la Falaise rouge. 27,9 x 22,2 cm. Encre sur papier. Yale University Art Gallery

Ordre généalogique de peintres célèbres, jusqu'au XVIIe siècle:
- Kanō Masanobu (1434-1530)
  - Kanō Motonobu (1477-1559)
    - Kanō Shōei (1519-1592)
      - Kanō Eitoku (1543-1590)
      - Kanō Sanraku (1559-1635)
        - Kanō Mitsunobu (1565-1608)
        - Kanō Takanobu (1571-1618)
          - Kanō Tannyū (1602-1674)
            - Kanō Tanshin  (1653-1718)

        - Kanō Sanraku (fils adoptif de Tannyū) (1559-1635)
          - Kanō Sansetsu (fils adoptif de Tannyū) (1590-1651)

## Notes et références

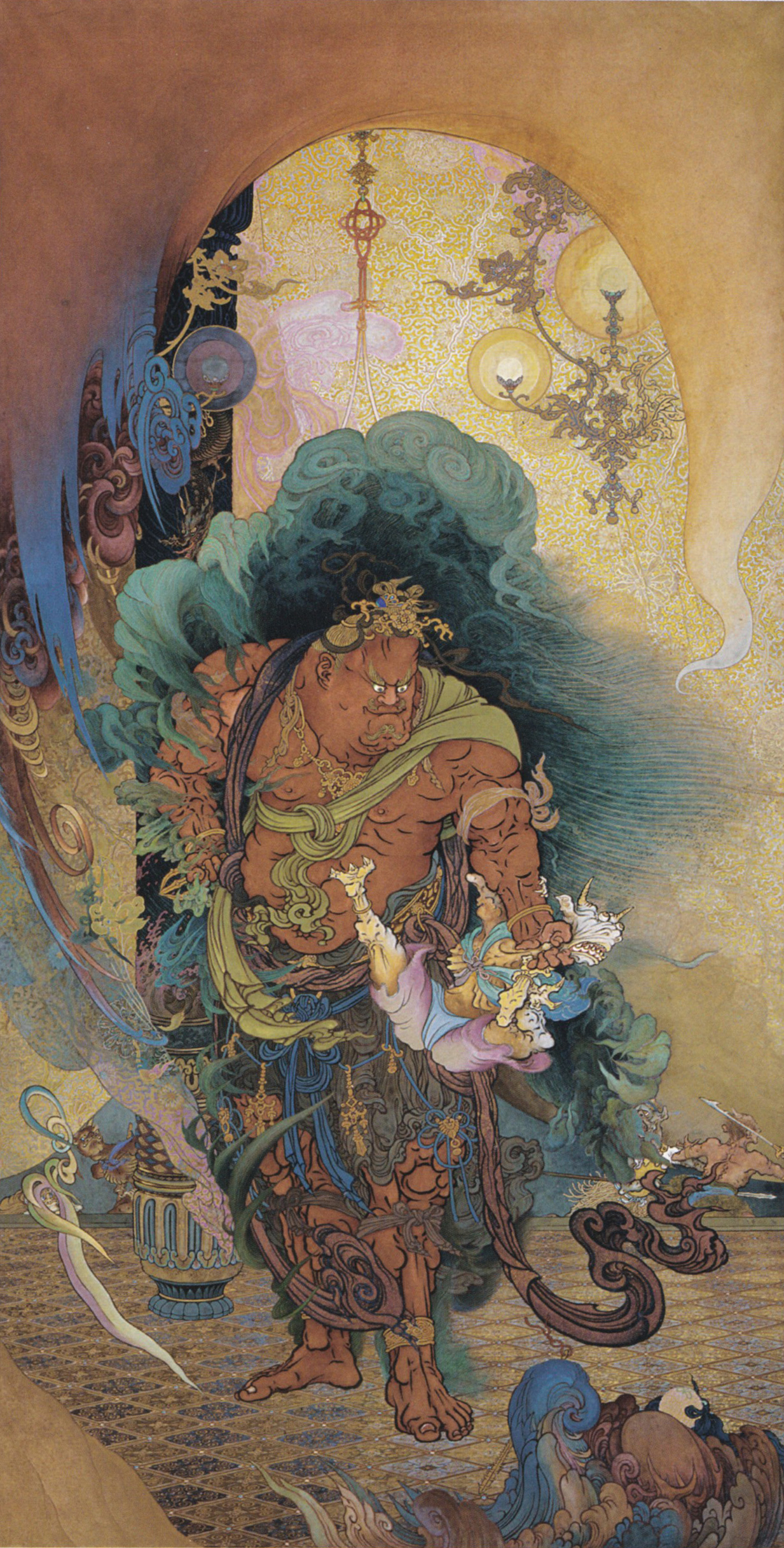
Kanō Hōgai. Niō se saisit d'un oni (ou yokai). 1886. Rouleau suspendu. Encre et couleurs sur papier,. MNAM, Tokyo